# Zona metropolitana de Oaxaca
La Zona Metropolitana de Oaxaca o ZMO es el área metropolitana formada por la ciudad mexicana de Oaxaca de Juárez, su municipio homónimo y 26 municipios más del estado de Oaxaca. De acuerdo al último conteo y delimitación oficial realizada en 2020 por el INEGI, el CONAPO y la SEDATU.
La Zona Metropolitana de Oaxaca contó hasta ese año con 744,912 habitantes lo que la situó en la vigésima novena conurbación más grande de México. 
La zona metropolitana concentra el mayor número de negocios y de actividades comerciales en el Valle de Oaxaca por lo que es de suma importancia para la actividad económica tanto de la Ciudad de Oaxaca como del estado.

## Partes integrantes de la zona metropolitana
La Zona Metropolitana de Oaxaca está conformada por 24 municipios del estado de Oaxaca.
| Código | Municipio                 | Pob. (2020) |
| ------ | ------------------------- | ----------- |
| 174    | Ánimas Trujano            | 4 564       |
| 045    | Magdalena Apasco          | 7 888       |
| 063    | Nazareno Etla             | 4 293       |
| 067    | Oaxaca de Juárez          | 270 955     |
| 083    | San Agustín de las Juntas | 11 391      |
| 087    | San Agustín Yatareni      | 5 521       |
| 091    | San Andrés Huayapam       | 6 279       |
| 107    | San Antonio de la Cal     | 26 282      |
| 115    | San Bartolo Coyotepec     | 10 391      |
| 157    | San Jacinto Amilpas       | 16 827      |
| 227    | San Lorenzo Cacaotepec    | 18 339      |
| 293    | San Pablo Etla            | 17 116      |
| 350    | San Sebastián Tutla       | 16 878      |
| 375    | Santa Cruz Amilpas        | 13 200      |
| 385    | Santa Cruz Xoxocotlán     | 100 402     |
| 390    | Santa Lucía del Camino    | 50 362      |
| 399    | Santa María Atzompa       | 41 921      |
| 403    | Santa María Coyotepec     | 3 751       |
| 409    | Santa María del Tule      | 8 939       |
| 519    | Santo Domingo Tomaltepec  | 3 386       |
| 539    | Soledad Etla              | 6 348       |
| 553    | Tlalixtac de Cabrera      | 12 067      |
| 338    | Villa de Etla             | 10 361      |
| 565    | Villa de Zaachila         | 46 464      |
| Total  | Total                     | 713 925     |

Conforme a los criterios de incorporación por municipio, todos los municipios integrantes son considerados como municipios centrales y conurbaciones físicas, a excepción de Villa de Zaachila que es considerada un área urbana a distancia, pero dentro de la Zona Metropolitana de Oaxaca.[cita requerida]